# Cantone di Riaillé
Il Cantone di Riaillé era una divisione amministrativa dell'arrondissement di Ancenis.
È stato soppresso a seguito della riforma complessiva dei cantoni del 2014, che è entrata in vigore con le elezioni dipartimentali del 2015.
Comprendeva i comuni di:
- Joué-sur-Erdre
- Pannecé
- Riaillé
- Teillé
- Trans-sur-Erdre